# Administración de Ferrocarriles del Estado

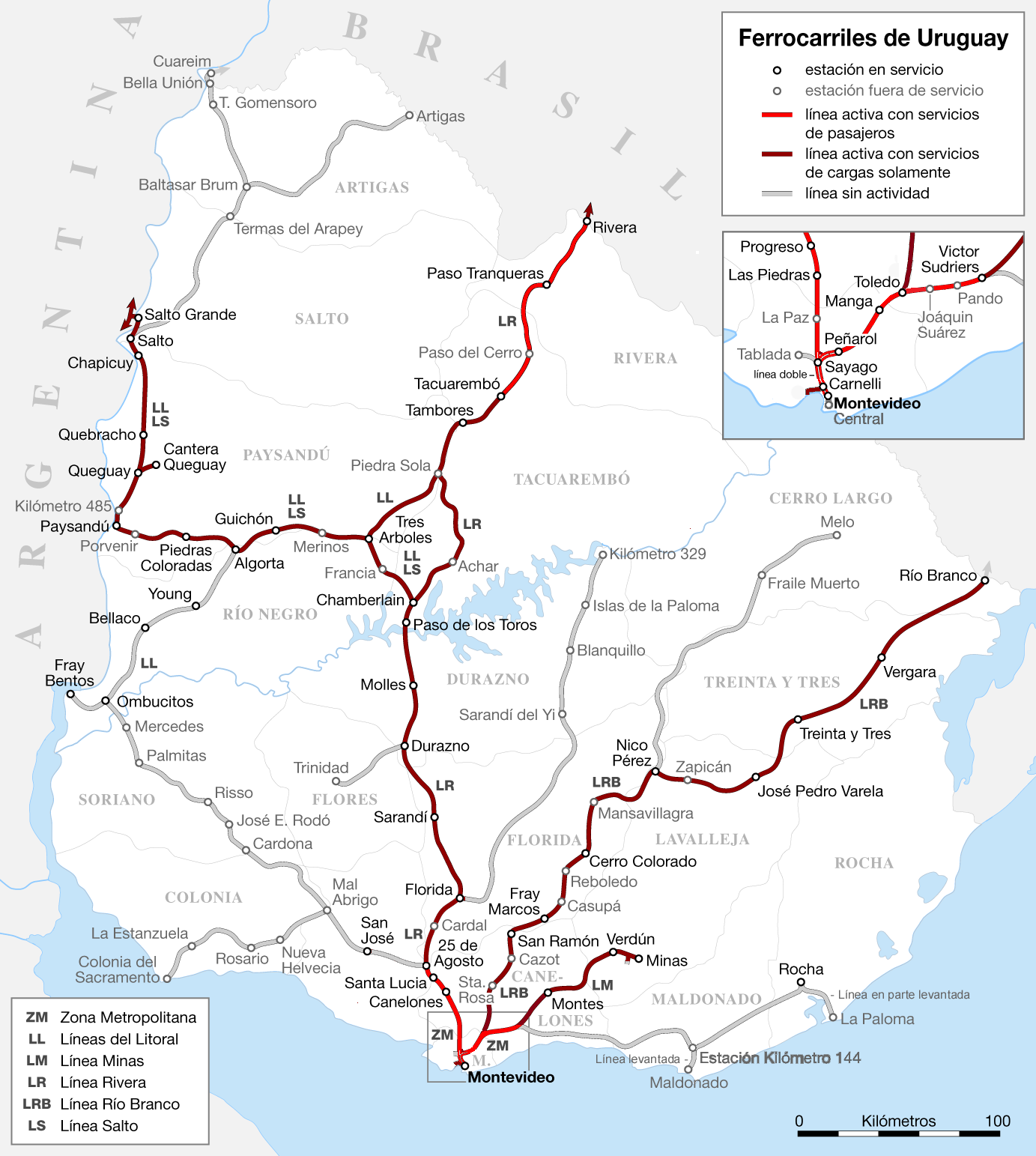
Mapa red ferroviaria uruguaya en junio de 2019

La Administración de Ferrocarriles del Estado es la compañía estatal de ferrocarriles en Uruguay. Es propietaria y administradora de toda la infraestructura ferroviaria en el país, además de ser  la principal operadora de servicios de pasajeros.

## Historia
El 31 de diciembre de 1948 el parlamento uruguayo aprobó los proyectos para la adquisición de las cinco compañías inglesas de ferrocarriles que operaban en el país, entre ellas la Central Uruguay Railway y Midland Uruguay Railway Co., con la intención de cobrar así parte de la deuda de 17 millones de libras esterlinas que el Reino Unido tenía con Uruguay debido a las compras realizadas durante la Segunda Guerra Mundial. El 31 de enero de 1949 se consuma la nacionalización y en agosto el Poder Ejecutivo propuso a la Asamblea General la creación de un organismo denominado Administración de Transportes Terrestres del Estado (A.T.T.E.), con las siguientes características:
- Monopolio del transporte de pasajeros y carga por vía terrestre;
- Explotación y mantenimiento de la red ferroviaria;
- Explotación de los servicios carreteros usufructuando las rutas construidas y mantenidas por el Ministerio de Transporte.

El monopolio se iría efectuando progresivamente por la vía de la expropiación de las empresas privadas. La propuesta se basaba en la necesidad de evitar una competencia ruinosa. Vista las dificultades de su aprobación, el Ejecutivo decidió no insistir y aceptar que el nuevo ente debería limitar sus funciones en la explotación del transporte ferroviario. Mientras tanto, entre el 31 de diciembre de 1949 y el 19 de septiembre de 1952, el país mantuvo dos administraciones ferroviarias estatales: el Ferrocarril Central del Uruguay para las compañías nacionalizadas y los Ferrocarriles y Tranvías del Estado, quienes continuaban al frente de sus antiguas operaciones. Finalmente, el 19 de septiembre de 1952  ambas empresas estatales, son fusionadas y se crea la Administración de Ferrocarriles del Estado.

### Supresión de los servicios de pasajeros
El 30 de diciembre de 1987, durante la primera presidencia de Julio María Sanguinetti, se decidió suprimir el servicio de pasajeros. Debido a ello, el 2 de enero de 1988, los trenes solo funcionaron en retorno a sus bases operativas.
El servicio  regular de pasajeros se restableció el 11 de enero de 1993, entre Tacuarembó y Rivera.  Este servicio sería suspendido y reactivado varias veces hasta el 13 de diciembre de 2000 cuando fue nuevamente suprimido.  18 años después, el 18 de diciembre de 2018, fue restablecido luego de las obras de renovación de las vías.  El 26 de agosto de 1993 se reestablecieron los servicios regulares entre Montevideo y 25 de Agosto, servicios que operaron hasta el 14 de junio de 2019 cuando fueron suspendidos por las obras de reconstrucción total de las vías.  Por otra parte, entre 2005 y 2012 hubo servicio regular de pasajeros entre Montevideo y Empalme Olmos, entre 2006 y 2012 entre Montevideo y San José y entre 2008 y 2012 entre Montevideo y Florida.  El servicio a Empalme Olmos fue restablecido en octubre de 2018 y también fue suspendido a partir del 15 de junio de 2019 por las obras de reconstrucción de las vías.

## Proyecto Ferrocarril Central
En el año 2017, el gobierno de Tabaré Vázquez presentó un proyecto para reconstruir y modernizar el trazado de la línea que une las ciudades de Paso de los Toros y Montevideo. Se construyen nuevas estaciones, trincheras, pasos a desnivel, rectificaciones de curvas, puentes, etc.

## Servicios
Los ferrocarriles uruguayos cuentan con aproximadamente 2900 km de líneas, todas de trocha 1435 mm, tracción diésel y 11 km de doble vía. La mitad de la red está clausurada. De los 2900 km de vía que hay en el país, circulan trenes de carga en los ramales norte (Montevideo-Rivera - Livramento), litoral (Chamberlain - Paysandú - Salto-Concordia), Piedra Sola - Tres Árboles, Sayago-Minas, Verdun - Planta Portland y Carnelli - La Teja. El tramo 25 de Agosto - San José se encuentra sin servicio desde el 1 de junio de 2012, al suprimirse el servicio de pasajeros que operaba desde diciembre de 2006.
Los servicios de pasajeros se prestan en una línea suburbana, partiendo de Montevideo hacia el Norte (25 de agosto, 63 km), con servicios parciales hasta Progreso y Las Piedras. Hacia el oeste a San José (96 km compartiendo los 63 de la línea a 25 de Agosto), Florida (109 km compartiendo también los 63 primeros km hasta 25 de Agosto) y Noreste (Ing. Víctor Sudriers, 44 km, compartiendo los primeros 8 km con las otras dos) fueron suprimidos a partir del 1 de junio de 2012. 
Desde el 1 de marzo de 2003 los trenes de pasajeros parten y llegan de una nueva estación terminal 500 metros hacia el norte de la Estación Central de Montevideo, la cual permanece cerrada desde entonces. Esto significó una pérdida de más de 100.000 pasajeros por año.

### Actualidad
La Administración de Ferrocarriles del Estado es la actual administradora de la red y la que opera los trenes de pasajeros.  Los trenes de carga son administrados por una subsidiaria de derecho privado 51 % propiedad de AFE llamada Servicios Logísticos Ferroviarios y circula material rodante de la Corporación Ferroviaria de Uruguay, la estatal Ancap e instituciones como la Asociación Uruguaya Amigos del Riel y el Círculo de Estudios Ferroviarios del Uruguay.  Existe una entidad llamada Dirección Nacional de Transporte Ferroviario creada en 2011, para regular el ingreso de otros operadores a la red ferroviaria nacional en un marco de libre acceso a las vías, pagando un canon por su utilización.

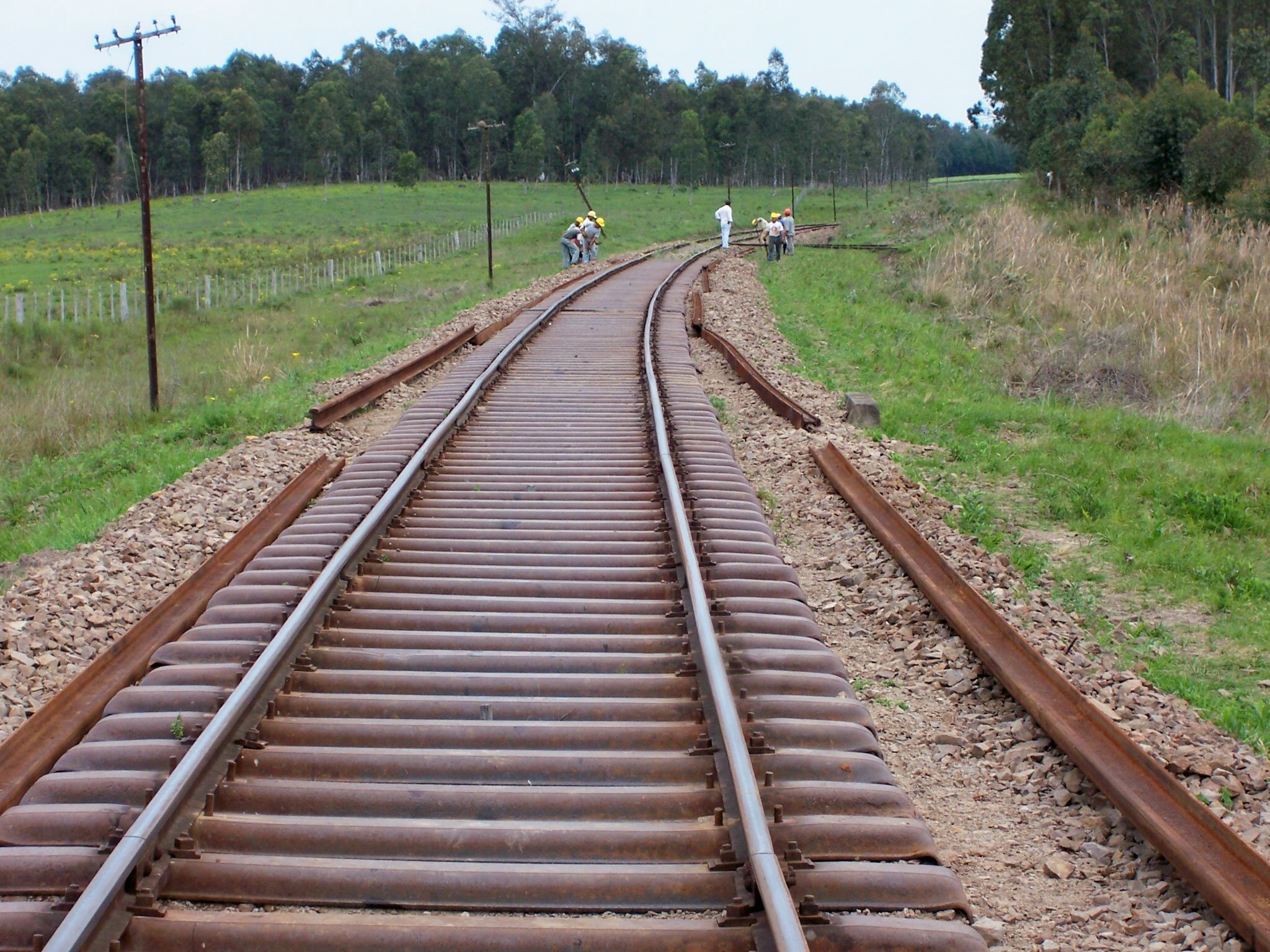
Trabajos de renovación de vía en el kilómetro 442 de Línea Rivera.

En la actualidad, debido a las obras del Ferrocarril Central opera únicamente el servicio de pasajeros entre Tacuarembó y Rivera.

## Marco legal
La ley de creación de la Administración de Ferrocarriles fue derogada y sustituida por otra, la Ley N° 14.396 del 10 de julio de 1975, que es la carta orgánica vigente desde entonces. 
En diciembre de 2011, el Poder Ejecutivo autorizó la creación de Servicios Lógisticos Ferroviarios una sociedad anónima basada en el derecho privado encargada de prestar servicios de transporte ferroviario de carga en el país. De esta empresa, AFE es accionista con un 51% y la Corporación Nacional para el Desarrollo  con un 49%.

## Parque locomotivo

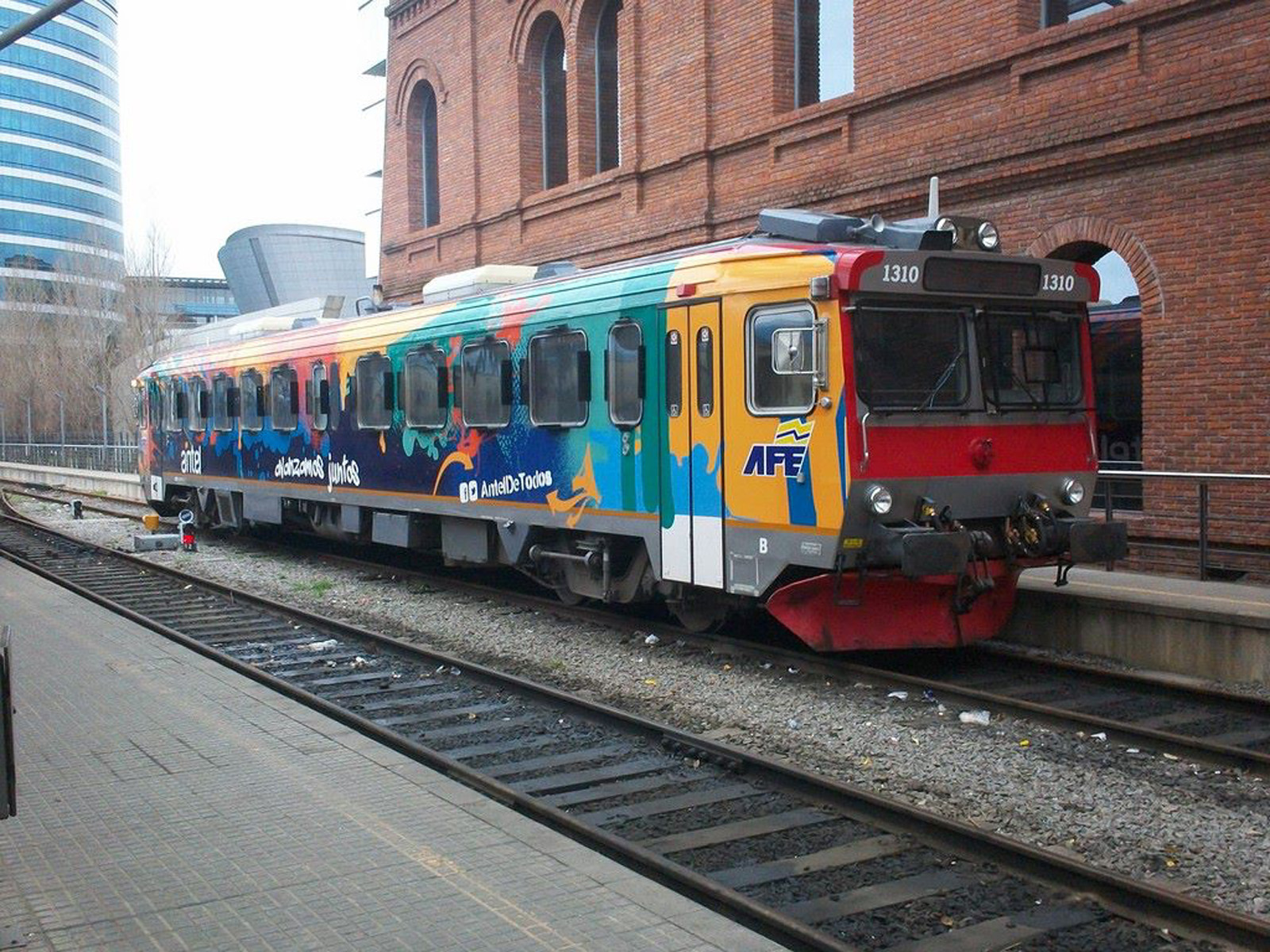
Coche Motor de pasajeros Fiat Y1-R.

El parque locomotivo de AFE está formado por el siguiente material:
| Fabricante           | Modelo | Fabricación | Cantidad importada | Arribo | Unidades operativas                       |
| -------------------- | ------ | ----------- | ------------------ | ------ | ----------------------------------------- |
| FIAT (4), Kalmar (1) | Y1-R   | 1979-1981   | 5                  | 2013   | 1273, 1310, 1333, 1354 y 1317             |
| FIAT                 | Y1     | 1978-1981   | 7                  | 2017   | 1278, 1279, 1280, 1284, 1290, 1295 y 1326 |
| Alsthom              |        | 1962-1963   | 2                  | 1963   | 803 y 805.                                |

### Lista Extendida
- 5 coches motores Y1-R y 7 Y1 de origen italiano (salvo uno, construido bajo licencia en Suecia) fabricados por la firma Fíat Ferroviaria. Los primeros 5 fueron adquiridos en acuerdo entre los entes estatales UTE,  ANTEL, ANCAP y BROU en el año 2013. Los coches, fueron fabricados entre 1979 y 1981 y reconstruidos en el 2002. La segunda compra fue de 7 coches modelo Y1. Todos provenientes de Suecia, en dónde fueron reemplazados por vehículos más modernos. Una vez llegados al país, fueron destinados al servicio de pasajeros.

Las condiciones de los coches son:
- Coches Y1-R (comprados en 2013)
  - En servicio: 1273, 1317, 1354.
  - Fuera de servicio: 1310, 1333.
- Coches Y1 (comprados en 2017)
  - En servicio: 1278, 1279, 1280, 1284, 1295, 1326.
  - Para repuestos: 1290.

- 10 locomotoras canadienses General Electric C-18-7i recibidas en el año 1993, con 1800 HP.

Numeradas del 2001 al 2010. Estas 10 locomotoras C-18-7i actualmente pertenecen a SELF.
A las locomotoras 2001, 2002, 2006, 2008 se le realizó una reconstrucción en conjunto con General Electric en el año 2018.  Entre 2021 y 2022 se realizó por parte de SELF la misma tarea en la locomotora 2007.
- 10 locomotoras francesas Alsthom, de un total de 25 adquiridas entre los años 1962  y 1963. Entre los años 1988 y 1991 quince de ellas fueron reconstruidas en los talleres Peñarol con nuevos motores, siendo su estado el siguiente:
  - En servicio: 803, 805 propiedad de AFE, 806, 809, 813, 817, 818, 819, 820, 824 con SELF.
  - Fuera de servicio (propiedad de SELF):  802, 803, 805, 810, 811, 812, 814, 816, 822.
  - Rematadas por SELF: 801, 825.
  - Desguazadas: 804, 807, 808, 815, 821, 823.

- Locomotoras General Electric - ALCO (conocidas como "1500"), llegaron al país 47 unidades en dos partidas (20 en 1952, numeradas 1501 a 1520, y 27 en 1954, numeradas 1521 a 1547).  Estas locomotoras pasaron a SELF en 2020.
  - Actualmente la 1530 recibió una reparación mayor planeándose hacer lo mismo con más de  ellas, siguiendo a reparar la 1506, podría ponerse en servicio al menos 4 (1519 y 1545 serían las otras dos en principio reparables).

- 16 trenes diésel hidromecánicos de fabricación húngara Ganz MÁVAG. Actualmente ninguna de las formaciones se encuentra en servicio, las formaciones estaban compuestas por (unidad motriz más dos coches, uno de segunda clase y otro de primera clase, además de seis coches de primera clase para aumentar la capacidad y una unidad motriz de reserva) que llegaron entre 1977 y 1978. Este material, con muy poco uso, fue desperdiciado por ineficientes administraciones canibalizándose máquinas para reparar otras y dejándose coches abandonados al vandalismo, intemperie y usándose algunos para proyectos comerciales (como el tren exposición del año 1993, en donde se vaciaron 16 para su uso comercial por distintas empresas). El estado de las unidades motrices es el siguiente:

- - Abandonadas pero restaurables: 903, 907, 909, 910, 913, 914, 916.
  - En mal estado: 901, 905, 906, 911, 912.
  - Desguazadas: 902, 904, 908, 915.

- 4 coches motores "Brill" modelo 60, de los que llegaron 21 entre los años 1934 y 1937. Están en fuera de servicio los numerados 121, 122, 123 y 127. Los demás fueron desguazados.

- 2 ferrobuses alemanes VT 795, sobrevivientes de los 28 coches y 28 acoplados de dos tipos diferentes que fueron comprados usados a los ferrocarriles alemanes entre 1980 y 1983, quedando en servicio los coches 155 y 162 junto a los acoplados 56 y 58.

- 6 máquinas de maniobras de tres tipos diferentes: General Electric Modelo 25 TON n.º201 a 204, Nippon Sharyo Modelo 41 Ton n.º205 y 207 (Actualmente trabajando en Remesa Salto la primera, la segunda se encuentra fuera de servicio), General Electric 44Ton n.º409 (existen otras dos, la 402 y la 408 fuera de servicio).

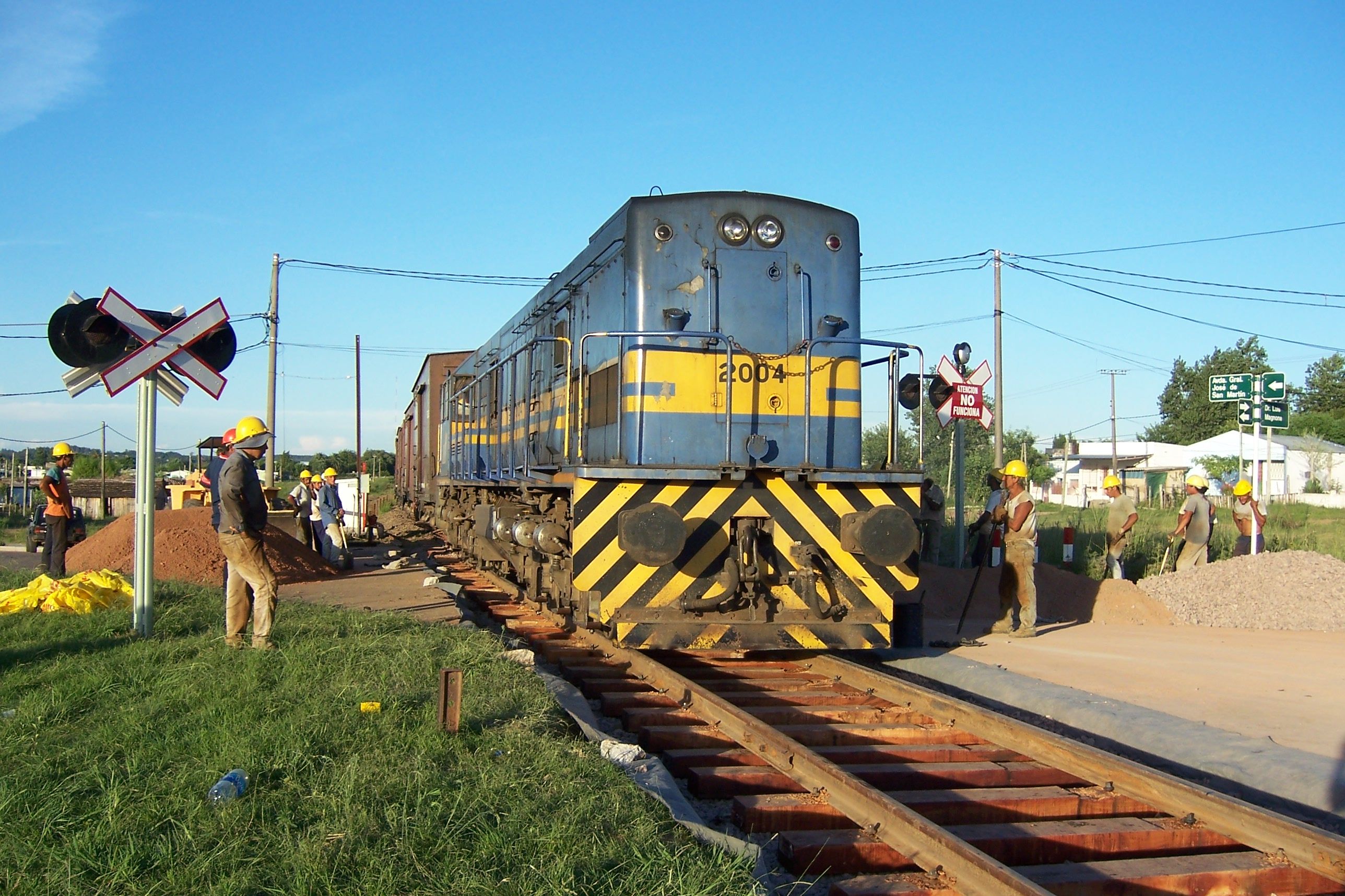
Locomotora canadiense General Electric C-18. La foto fue tomada durante la renovación del paso a nivel existente en la Av. San Martín de la ciudad de Tacuarembó.